# Heudorf bei Meßkirch
Das Dorf Heudorf ist ein Teilort der Stadt Meßkirch mit 366 Einwohnern (männl. 182, weibl. 184 [Stand: Dezember 2023]) im Landkreis Sigmaringen (Baden-Württemberg).

## Geographie
Heudorf liegt etwa drei Kilometer westlich der Kernstadt. Die Gemarkungsfläche umfasst rund 787 Hektar (Stand: 31. Dezember 2010). Heudorf wird vom Dorfbach durchflossen.

## Geschichte
Bereits vor der Zeitenwende ließen sich die Kelten in dem Gebiet nieder. Eine gut erhaltene Viereckschanze mit einer Seitenlängen von 73, 91, 62 und 93 Meter ist heute noch auf der Gemarkung Heudorf im Wald „Birkstock“ unweit einer Doline als Nachweis dieser vor- und frühgeschichtlichen Besiedelung zu finden.
Der Ortsname Heudorf wurde im Jahre 1253 in einer Urkunde des Klosters Salem erstmals genannt.
Bis zum 31. Dezember 1972 gehörte die Gemeinde Heudorf bei Meßkirch zum Landkreis Stockach.
Am 1. Januar 1974 wurde die Gemeinde Heudorf bei Meßkirch in die Stadt Meßkirch eingegliedert.

## Wappen
Die Blasonierung des ehemaligen Gemeindewappen von Heudorf bei Meßkirch lautet: Mit silber-blauem Wolkenbord von Schwarz und Silber gespalten und dreimal geteilt. Das Wolkenbord weist auf die Zugehörigkeit zum Fürstenhaus Fürstenberg hin.

## Kultur und Sehenswürdigkeiten

### Bauwerke
Über die drei Wegkreuze, im Volksmund als die „drei Pestkreuze“ bezeichnet, an der Abzweigung der Bundesstraße 311 nach Heudorf und Leibertingen-Altheim schreibt Werner Fischer in seiner Chronik von Heudorf: „Es gibt Berichte von Pestzeiten im 15. Jh. Die drei Pestkreuze an der Tuttlinger Straße zeugen davon“. Pestkreuze sollten zur damaligen Zeit Reisende davon abhalten den Ort zu betreten und zugleich den Fremden davon auffordern, um die Erlösung der Einwohner vor der Pest zu bitten und zu beten. Sie wurden aber auch als Dank nach Erlöschen der Pest aufgestellt. Vermutlich handelt es sich hierbei um Nachfolgekreuze. In der Tat ist es so, dass hier seit jeher die Straße als wichtiger Verkehrs- und Reiseweg diente: Voraussichtlich als Römerstraße erbaut diente sie später als Post- und Heerstraße. 1812 wurde sie als Landstraße angelegt, 1859 reguliert und 1977/1978 zur Bundesstraße neutrassiert. Die drei Holzkreuze zeigen die Kreuzigung Christi, den Kreuzestod auf Golgatha und sind als Kleindenkmale klassifiziert.

### Vereine
- Musikkapelle Heudorf e. V.
- Landjugend Heudorf im BBL e. V.
- Modellflugclub Heudorf e. V.

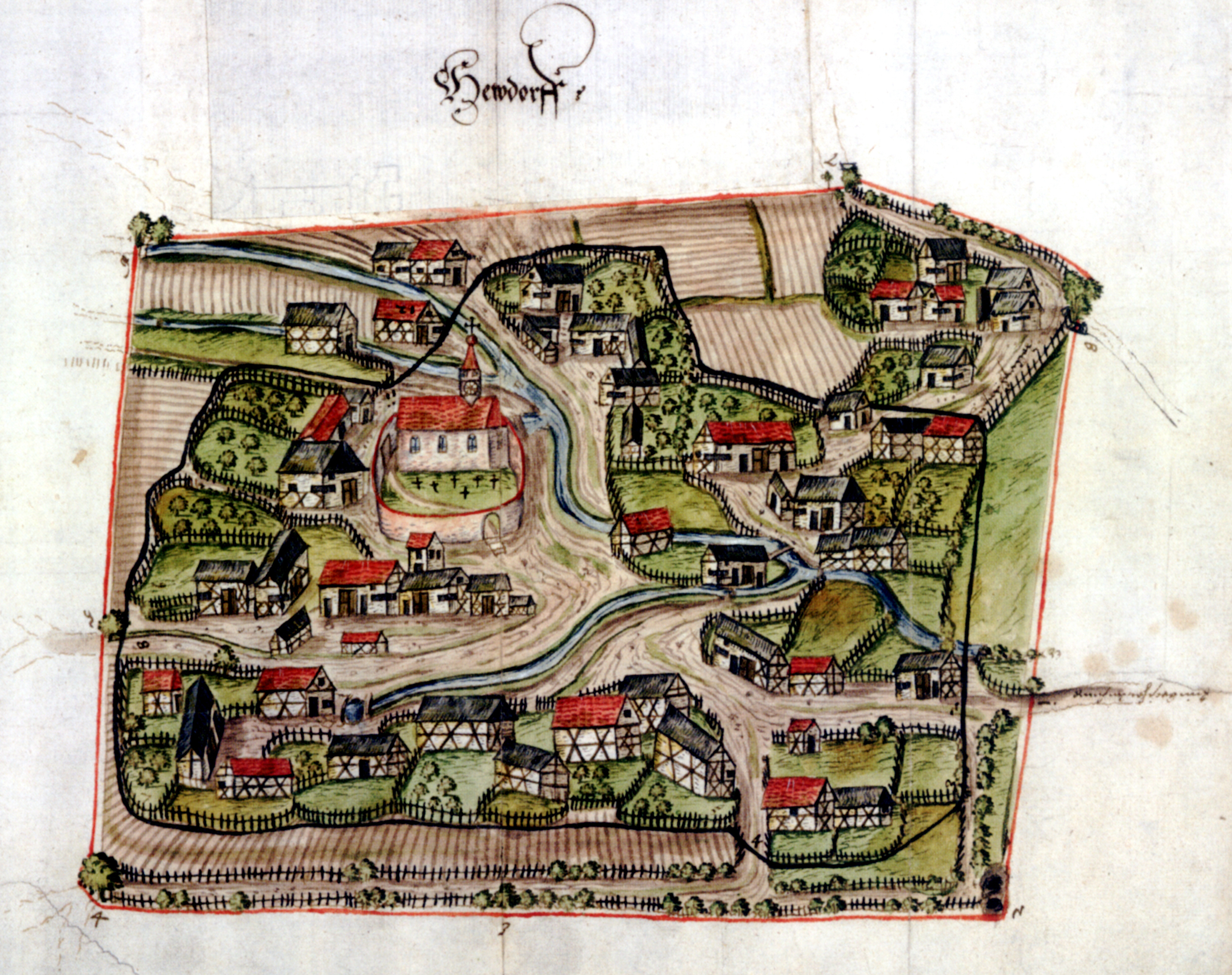
Heudorf um 1575

- Sunshine-Gugge Heudorf/Rohrdorf e. V.

## Anmerkung
1. ↑  Gemarkungsfläche 7.873.727 m²